# Chiesa dei Santi Pietro e Paolo Apostoli (Serramazzoni)
La chiesa dei Santi Pietro e Paolo Apostoli in Campodolio è la parrocchiale patronale di Varana, frazione del comune italiano di Serramazzoni, in provincia di Modena. Appartiene al vicariato di Serramazzoni nell'arcidiocesi di Modena-Nonantola. Il luogo di culto che ci è pervenuto risale al XIX secolo.

## Storia

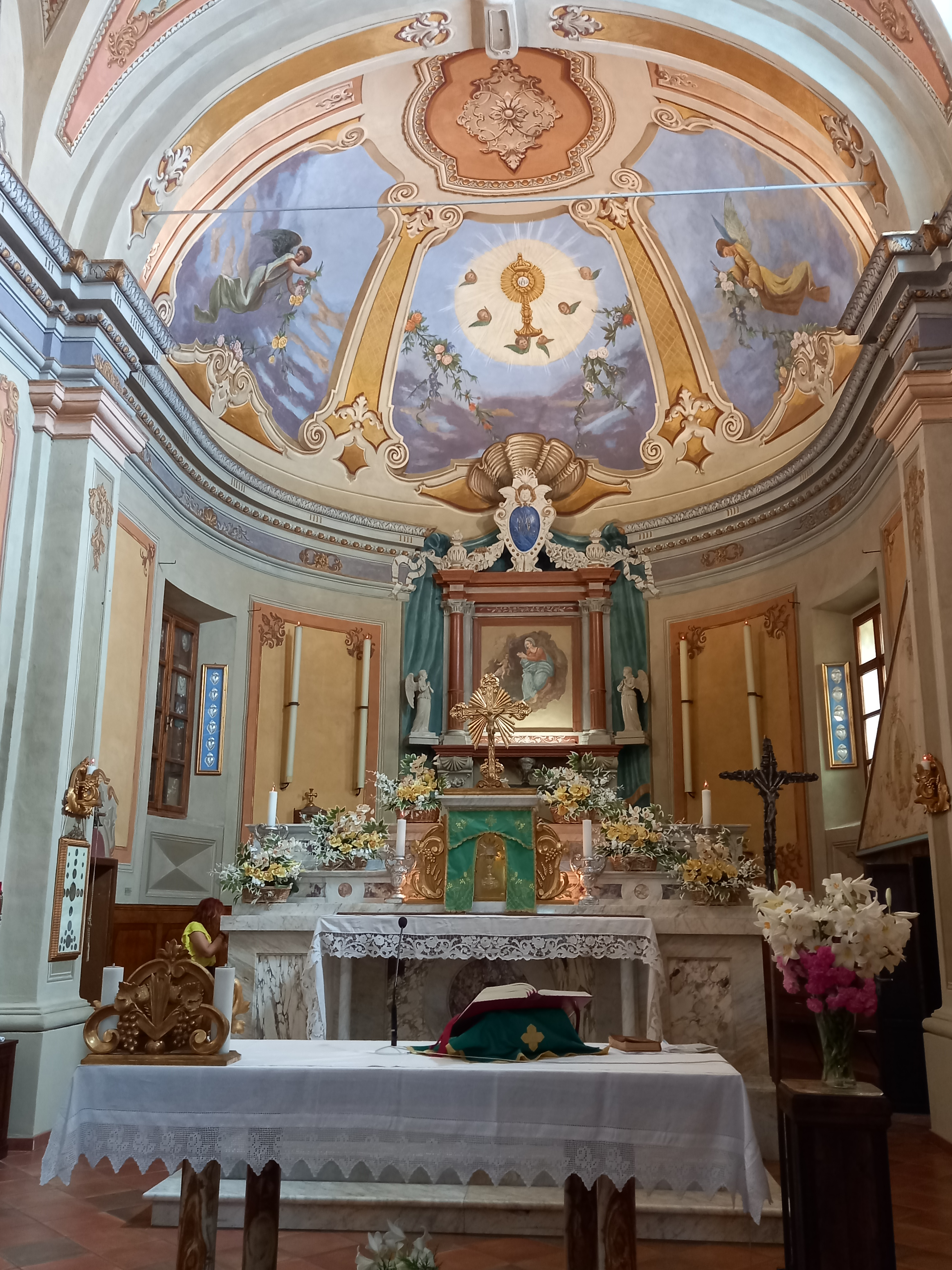
Chiesa di Campodolio - Abside

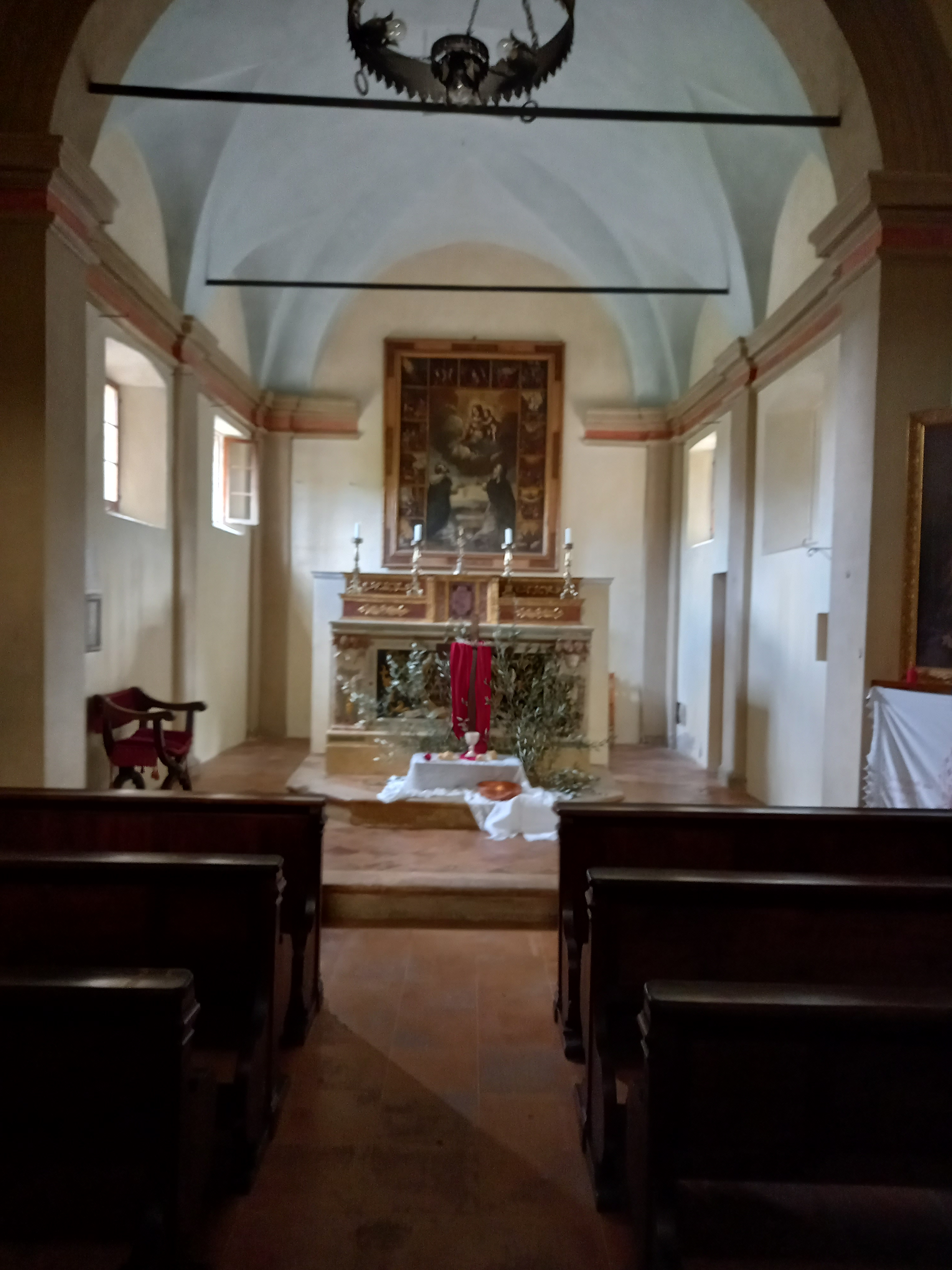
Chiesa di Varana ai Sassi - Interno

La prima chiesa nella località Campodolio di Varana risaliva al XVII secolo ed era un oratorio con dedicazione alla Madonna della Ghiara alla quale la popolazione locale era particolarmente devota dal 1630, anno che portò la peste nel territorio. Per i fedeli locali questa Madonna coincideva con la Madonna delle Grazie, mentre secondo altre fonti il piccolo luogo di culto era dedicato alla Natività di Maria. Su un documento scritto del 1758 venne semplicemente chiamato oratorio nuovo. Ottenne dignità di chiesa parrocchiale a partire dal 1870, in sostituzione delle precedente sede di Varana ai Sassi perché si trovava in una posizione maggiormente comoda per i fedeli: era infatti più vicina alla nuova via Vandelli da poco aperta. Col tempo il luogo di culto venne ampliato con un nuovo presbiterio e un nuovo coro e nello stesso tempo prese la denominazione recente, con dedicazione ai santi apostoli Pietro e Paolo. La nuova torre campanaria venne ultimata nel 1890, con le campane ottenute dalla fusione delle precedenti.

## Descrizione

### Esterni
La chiesa si trova in località Campodolio a Varana, frazione di Serramazzoni, in provincia di Modena. L'edificio religioso mostra orientamento verso nord ovest ed è accanto al vecchio tracciato della via Vandelli. La facciata a capanna neoclassica è in muratura a vista, è caratterizzata dal portale di accesso architravato sormontato in asse dalla finestra a lunetta che porta luce alla sala e si conclude col grande frontone triangolare. La torre campanaria si alza in posizione arretrata sulla sinistra. La copertura del tetto a due falde è in coppi di laterizio.

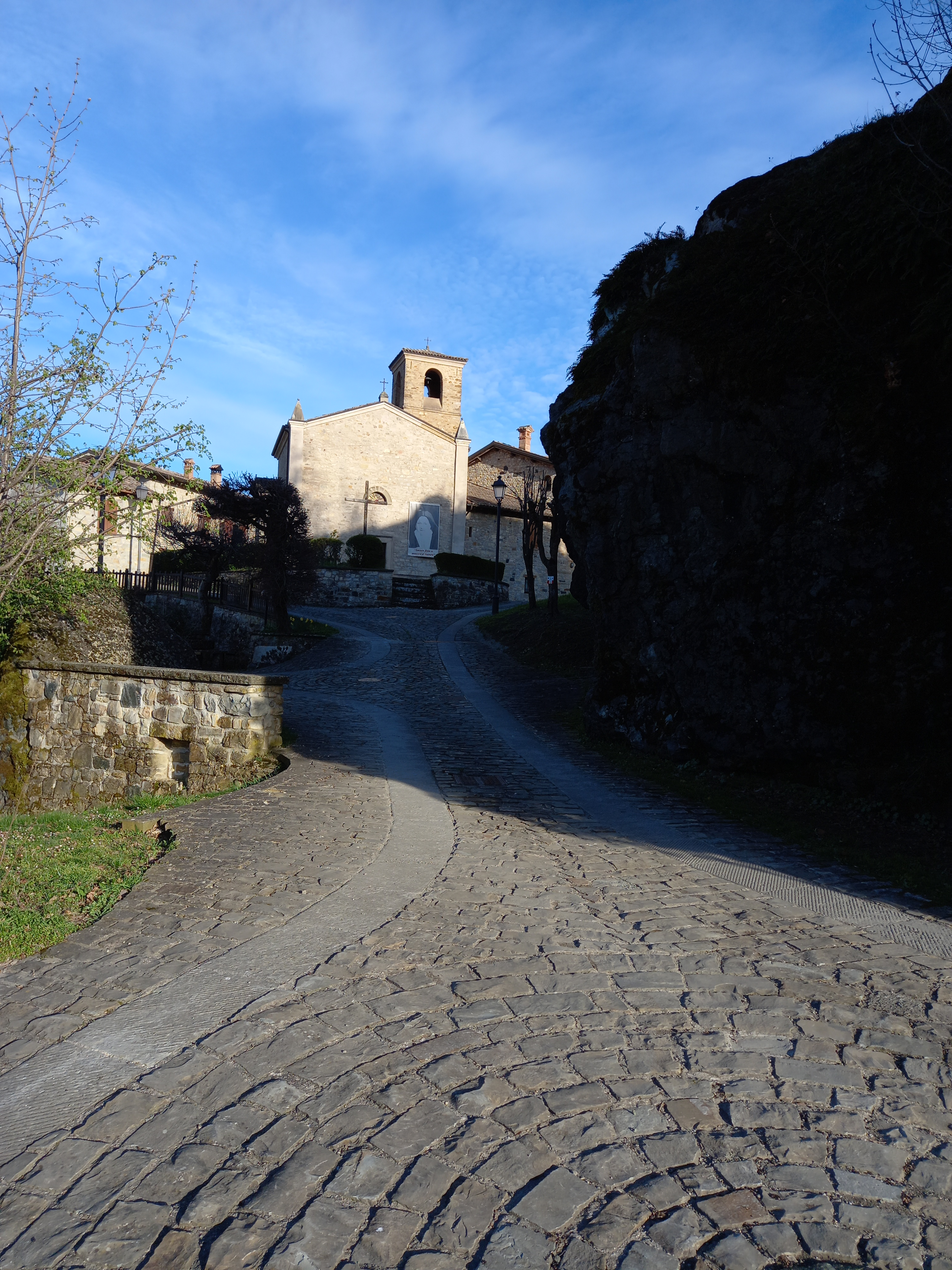
Chiesa di Varana ai Sassi

### Interni
La navata della sala ed ampliata delle cappelle laterali. Le volte della sala e il catino absidale sono arricchite di decorazioni raffiguranti medaglioni e altri decori con motivi geometrici e vegetali. La pavimentazione è in cotto. L'adeguamento liturgico del presbiterio, leggermente rialzato, è stato realizzato tra gli anni 1980 e 1990. Si è conservato l'altare maggiore storico in marmo.

## Chiesa di Varana ai Sassi
Distante poche centinaia di metri da Campodolio, attuale centro principale della frazione di Varana, si trova il borgo storico originario, denominato "Varana ai Sassi", a motivo delle rocce ofiolitiche. 
Qui ha sede la chiesa storica, anch'essa dedicata ai santi Pietro e Paolo. Risale nella forma attuale al XIV secolo, ma un edificio di culto era già presente nel XII secolo. Fu sede di parrocchia fino al 1870, quando subentrò la chiesa omonima di Campodolio. Vi sono tre altari, l’Altare Maggiore dedicato ai SS. Pietro e Paolo e quelli laterali della B. V. del Rosario e di S. Caterina.